# Oh Jin-hyek
Oh Jin-hyek (hangŭl (오 진혁?); Chungnam, 15 agosto 1981) è un arciere sudcoreano, campione olimpico nell'individuale a Londra 2012.

## Palmarès
- Giochi olimpici

Londra 2012: oro nella gara individuale e bronzo nella gara squadre.
Tokyo 2020: oro nella gara squadre.
- Campionati mondiali di tiro con l'arco

2009 - Ulsan: oro nella gara squadre;
2011 - Torino: oro nella gara a squadre mista e argento nella gara individuale;
2013 - Belek: argento nella gara a squadre;
2015 - Copenaghen: oro nella gara a squadre;
2017 - Città del Messico: bronzo nella gara a squadre.
- Giochi asiatici

2010 - Canton: oro nell'arco ricurvo a squadre.
- Campionati asiatici di tiro con l'arco

2007 - Xi'an: bronzo nella gara a squadre dell'arco ricurvo.